# Антонешть (Румунія)
Антонешть, Антонешті (рум. Antonești) — село у повіті Телеорман в Румунії. Входить до складу комуни Келінешть.
Село розташоване на відстані 80 км на південний захід від Бухареста, 20 км на північний захід від Александрії, 111 км на схід від Крайови.

## Населення
За даними перепису населення 2002 року у селі проживали 438 осіб, усі — румуни. Усі жителі села рідною мовою назвали румунську.